# William Henry Conley
William Henry Conley est un homme d'affaires et philanthrope américain, né le 11 juin 1840 à Pittsburgh en Pennsylvanie et mort le 25 juillet 1897 dans la même ville. Lui et son épouse Sarah Shaffer ont fourni un soutien organisationnel et financier à des institutions religieuses des États-Unis.

## Biographie
Il a été formé pendant dix ans par son oncle dans le secteur de l'impression. Conley a été le copropriétaire de la Riter Conley Company, qui fabriquait des produits en acier pendant la seconde révolution industrielle